# Festival della coralità veneta
Il Festival della Coralità veneta è la più importante manifestazione dedicata alla musica corale nell'ambito regione Veneto insieme al Concorso corale nazionale di Vittorio Veneto.

## La manifestazione
Il concorso è patrocinato dalla Regione Veneto, dalla provincia ospitante e organizzato dall'ASAC Veneto. 
La manifestazione prevede la partecipazioni di decine di cori polifonici ad organico misto, maschile e femminile, cori popolari, cori Gospel-Spiritual, cori di Voci bianche, gruppi vocali di musica antica, pop-jazz provenienti da tutta la regione Veneto.
Si tratta di un Festival biennale e itinerante che prevede due categorie, una libera, e una competitiva. Il vincitore assoluto della categoria competitiva ottiene l'ambito Gran Premio della Coralità Veneta rappresentato da un leone in vetro di Murano.

## La fase competitiva
I direttori di coro devono presentare un progetto musicale che viene valutato dalla commissione artistica dell'ASAC Veneto, che presenzierà con dei rappresentanti anche durante la fase non competitiva del Festival dando un giudizio critico ai partecipanti. Il tempo a disposizione di ciascun coro è di 15 minuti circa, pause comprese per i cori della categoria 2, di 20 minuti circa, pause comprese, per i cori della categoria 1
La fase concorsuale prevede un'esibizione di fronte ad una giuria composta da cinque esperti, di chiara fama nel campo della direzione, della composizione e della critica musicale, i quali attribuiranno delle fasce, distinzione, merito o eccellenza ai cori partecipanti, decideranno i premi di categoria. I vincitori della fascia di eccellenza sono ammessi alla finale del festival per l'ambito Leone del Gran Premio della coralità veneta.
Il vincitore del Gran Premio è ammesso di diritto al Concorso Nazionale di Vittorio Veneto.

## Edizioni e albo d'oro del Festival
| Edizione | Anno | Città ospitante | Coro vincitore          | Direttore           | Categoria                      |
| -------- | ---- | --------------- | ----------------------- | ------------------- | ------------------------------ |
| 2ª       | 2003 | Lonigo          | Coro Città di Thiene    | Lorenzo Fattambrini | polifonia (cori misti)         |
| 3ª       | 2004 | Rovigo          | Coro Femminile Harmonia | Nicola Ardolino     | polifonia (cori femminili)     |
| 4ª       | 2006 | Belluno         | Ensemble La Rose        | Jose Borgo          | polifonia (cori femminili)     |
| 5ª       | 2008 | Verona          | Ecclesia Nova           | Matteo Valbusa      | polifonia (cori misti)         |
| 6ª       | 2010 | Vicenza         | Monte Cimon             | Paolo Vian          | canto popolare (cori maschili) |
| 7ª       | 2012 | Treviso         | IMT Vocal Project       | Lorenzo Fattambrini | vocal pop-jazz (cori misti)    |
| 8ª       | 2014 | Venezia         | Corale Zumellese        | Manolo Da Rold      | polifonia (cori misti)         |
| 9ª       | 2016 | Padova          | Ensemble La Rose        | Jose Borgo          | polifonia (cori femminili)     |
| 10ª      | 2018 | Vittorio Veneto | Kairos Vox              | Alberto Pelosin     | polifonia (cori misti)         |
| 11ª      | 2022 | Adria           | Coro Melicus            | Cinzia Zanon        | polifonia (cori misti)         |
| 12ª      | 2024 | Belluno         | Coro Gli Sconcertati    | Andrea Mazzer       | vocal pop-jazz (cori misti)    |

Il Gran premio è stato istituito a partire dalla 2ª edizione; la 1ª edizione del Festival si è svolta nel 2002 a Padova.